# Polygala pumila
Polygala pumila är en jungfrulinsväxtart som beskrevs av Norlind. Polygala pumila ingår i släktet jungfrulinssläktet, och familjen jungfrulinsväxter. Inga underarter finns listade i Catalogue of Life.